# Grynet Molvig

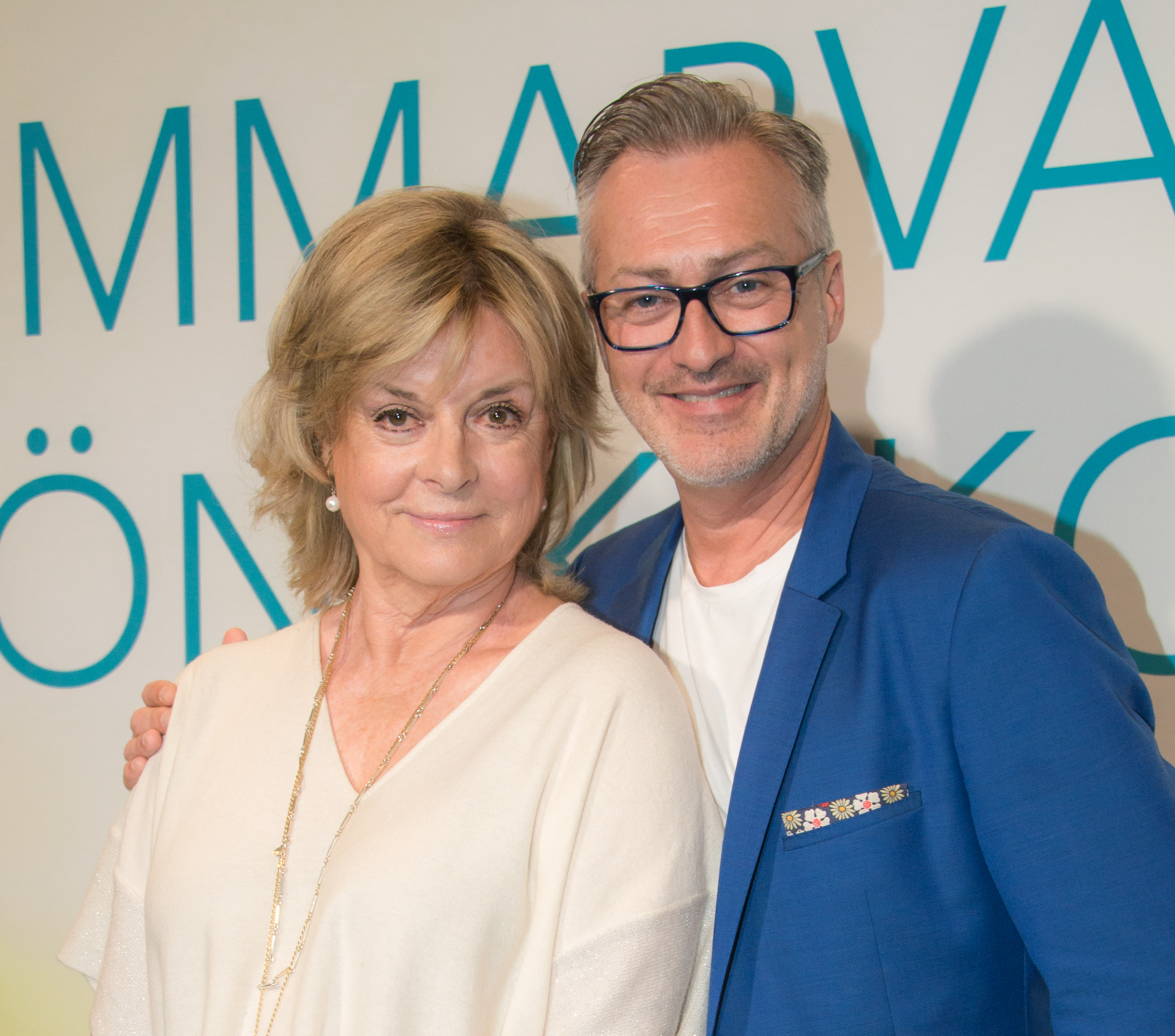
Grynet Molvig med Tony Irving som Sommarvärdar i P1 2019.

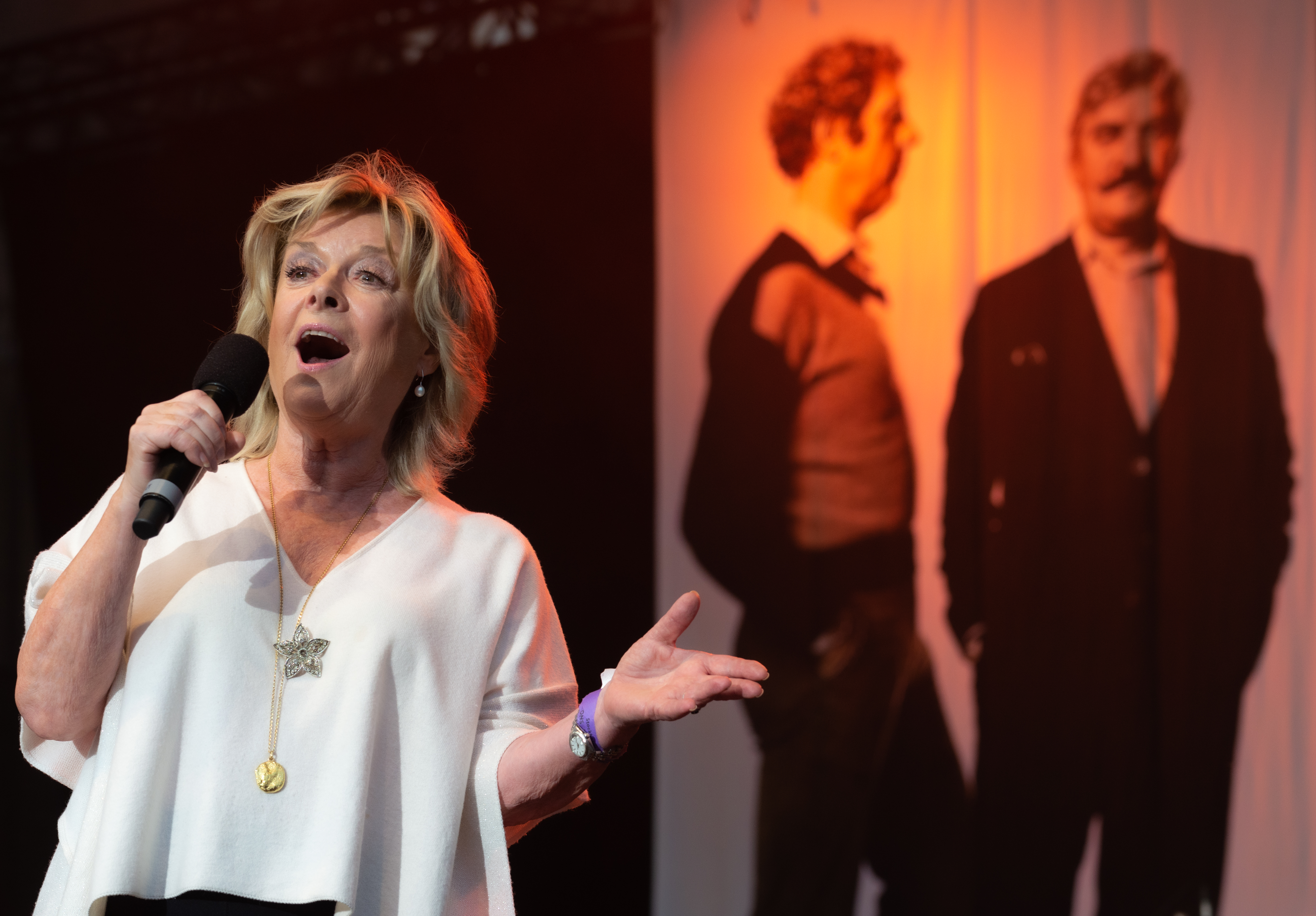
Grynet Molvig under ett uppträdande på Gustav Adolfs torg under Stockholms Kulturfestival 2022 till minne av Hasse & Tages musik.

Grynet Molvig, folkbokförd som Anna Kristin Molvig Lewenhaupt, född 23 december 1942 i Rygge i Østfold fylke, är en norsk skådespelerska och sångerska. Hon har sedan 1960-talet haft karriär i Sverige, inklusive i komedifilmer och annan underhållning.

## Biografi

### Tidig karriär
Grynet Molvig slog igenom som jazz- och popsångerska hemma i Norge i början av 1960-talet, med sånger som Det var du som sa nei (1962), Ser du Jan, så hils fra meg och Lykkeland (båda 1963). 1966 vann hon norska melodifestivalen med sången Intet er nytt under solen, men vid Eurovisionsfestivalen ersattes hon av Åse Kleveland.

### Genombrott och svensk karriär
Hon gjorde debut som filmskådespelare 1961 i Norges söner och fick sedan uppmärksamhet för musikalen Blåjackor (1964) och Stompa forelsker seg (1965). I Sverige slog hon igenom på allvar när hon spelade huvudrollen i komedin En flicka på gaffeln mot Lars Ekborg på Intiman i Stockholm 1966, och som den dödssjuka prinsessan Seija i Prinsessan samma år. Hon spelade 1967 i Arthur Schnitzlers Anatol på Nationaltheatret, vilket gjorde sådant intryck på henne att hon beslutade sig för att lämna popkarriären och satsa helt på skådespeleriet.
Hasse och Tage anlitade henne till revyn Spader, Madame! på Oscarsteatern 1969, och hon medverkade även i deras filmer Mannen som slutade röka 1972 och Sopor 1981. Hon var engagerad vid Stockholms stadsteater 1970–1982 där hon bland annat spelade i Den girige och i Aska. I Norge har hon bland annat spelat i Et fjelleventyr på Den Norske Opera (1973) och i Noël Cowards Privatliv på Victoria Teater (1990).
Molvig har samarbetat med Povel Ramel i TV-serierna Semlons gröna dalar och Affären Ramel. Hon showade med Povel i Minspiration på Berns 1981 och hoppade in för Wenche Myhre i revyn Knäpp igen på Cirkus 1992. I Norge har hon bland annat spelat i filmerna Stompa forelsker seg (1965), Døden i gatene (1970) och Bente Erichsens filmatisering av Thorbjørn Egners Folk och rövare i Kamomilla stad (1988). I svensk tv-dramatik har hon även spelat i Strindberg-serierna Röda rummet (1970) och En dåres försvarstal (1976).

### Giftermål och senare karriär
År 1983 gifte sig Molvig med greve Carl Adam Lewenhaupt ("Noppe") och avslutade sin scenkarriär. I början av 1990-talet var hon programledare för Låt kameran gå på TV3. Makarna gick skilda vägar 1996, och efter skilsmässan återupptog Molvig skådespelarkarriären med farsen Rakt ner i fickan på Maximteatern hösten 1996. År 2006 spelade hon bordellmamman i musikalen Sweet Charity mot Nanne Grönvall på Intiman.
Hon medverkar också i tv-serien Gåsmamman som sänds på C More sedan 2015. 
År 2021 medverkade hon i 16:e säsongen av Stjärnorna på Slottet.

## Privatliv
Molvig är dotter till småbonden Kristoffer Molvig och dennes hustru Trine Margrethe. Molvig gifte sig 1965 med den norske kompositören Alfred Janson, med vilken hon har sonen Theodor som också är skådespelare. Runt 1980–1981 hade hon ett förhållande med brottaren Frank Andersson. Mellan 1983 och 1996 var hon gift med greve Carl Adam Lewenhaupt, "Noppe" kallad, som var en god vän till kung Carl XVI Gustaf.

## Filmografi i urval
- 1961 – Norges söner
- 1962 – Stackars stora starka karlar
- 1962 – Sønner av Norge kjøper bil
- 1964 – Blåjackor
- 1965 – Stompa forelsker seg
- 1966 – Prinsessan
- 1968 – Bamse
- 1968 – Het snö
- 1970 – Röda rummet (TV-serie)
- 1970 – Døden i gatene
- 1972 – Mannen som slutade röka
- 1976 – En dåres försvarstal (TV-serie)
- 1976 – Förvandlingen
- 1977 – Semlons gröna dalar (TV-serie)
- 1979 – Barnförbjudet
- 1981 – Sopor
- 1981 – Beteendelek (TV-teater)
- 1987 – Svart gryning
- 1988 – Folk och rövare i Kamomilla stad
- 1997 – Ture Jonsson Tänder Till
- 2002 – Bella – bland kryddor och kriminella (TV-serie)
- 2012 – En gång i Phuket
- 2015 – Gåsmamman (TV-serie)

## Teater

### Roller (ej komplett)
| År   | Roll              | Produktion                                                                    | Regi                | Teater                   |
| ---- | ----------------- | ----------------------------------------------------------------------------- | ------------------- | ------------------------ |
| 1966 | Medverkande       | Bom krasch, revy Beppe Wolgers                                                | Johan Bergenstråhle | Idéonteatern             |
| 1969 | Amelie Coriander  | Spader, Madame! eller Lugubert sa Schubert Hans Alfredson och Tage Danielsson | Tage Danielsson     | Oscarsteatern            |
| 1971 | Medverkande       | Vad är det för fel på 1933 års modell?, revy Carl Zetterström                 | Lars Amble          | Scalateatern             |
| 1975 | Ida               | Herr von Hancken Agneta Pleijel                                               | Johan Bergenstråhle | Stockholms stadsteater   |
| 1976 | Mariane           | Den girige (L'Avare ou l'École du mensonge) Molière                           | Yves Bureau         | Stockholms stadsteater   |
| 1978 | Petra             | Sommarnattens leende (A Little Night Music) Stephen Sondheim och Hugh Wheeler | Stig Olin           | Folkan                   |
| 1979 | Miss Hannigan     | Annie Charles Strouse, Thomas Meehan och Martin Charnin                       | Stig Olin           | Folkan                   |
| 1980 | Sångerskan        | Hoppla, vi lever! (Hoppla, wir leben!) Ernst Toller                           | Fred Hjelm          | Stockholms stadsteater   |
| 1981 | Musan Pommie      | Minspiration, revy Povel Ramel                                                | Hasse Ekman         | Berns                    |
| 2006 | Jackie            | Sweet Charity Neil Simon                                                      | Peter Björk         | Intiman                  |
| 1996 | Marie Björk       | Rakt ner i fickan (Cash on Delivery) Michael Cooney                           | Lars Amble          | Maximteatern             |
| 2019 | Barbara Holzmann  | Dövheten Niklas Rådström                                                      | Peter Langdal       | Dramaten                 |
| 2022 | Eva               | Köket är hemmets hjärta Agnes Lidbeck                                         | Nora Nilsson        | Kulturhuset Stadsteatern |
| 2024 | Anfisa            | Tre systrar (Три сeстры, Tri sestry) Anton Tjechov                            | Eirik Stubø         | Kulturhuset Stadsteatern |
| 2025 | Mary Cavan Tyrone | Lång dags färd mot natt (Long Day's Journey into Night) Eugene O'Neill        | Eva Dahlman         | Riksteatern              |